# Giải SAG lần thứ 24
Giải SAG lần thứ 24 (tiếng Anh: 24th Annual Screen Actors Guild Awards) là giải thưởng nhằm vinh danh những thành tích xuất sắc nhất về mặt diễn xuất trong điện ảnh và truyền hình năm 2017, được tổ chức tại Shrine Auditorium ở Los Angeles, California. Lễ trao giải phát sóng đồng thời trên cả hai kênh TNT và TBS lần lượt vào 8 giờ tối (giờ miền Đông)/ 5 giờ tối (giờ Thái Bình Dương). Ngày 4 tháng 12 năm 2017, có thông tin rằng lễ trao giải sẽ có người chủ trì đầu tiên trong 24 năm lịch sử với nữ diễn viên Kristen Bell đảm nhận vai trò chủ trì buổi lễ. Các đề cử được công bố vào ngày 13 tháng 12 năm 2017.

## Danh sách đề cử và chiến thắng
Ghi chú: Những người chiến thắng sẽ được liệt kê đầu tiên và đánh dấu in đậm.

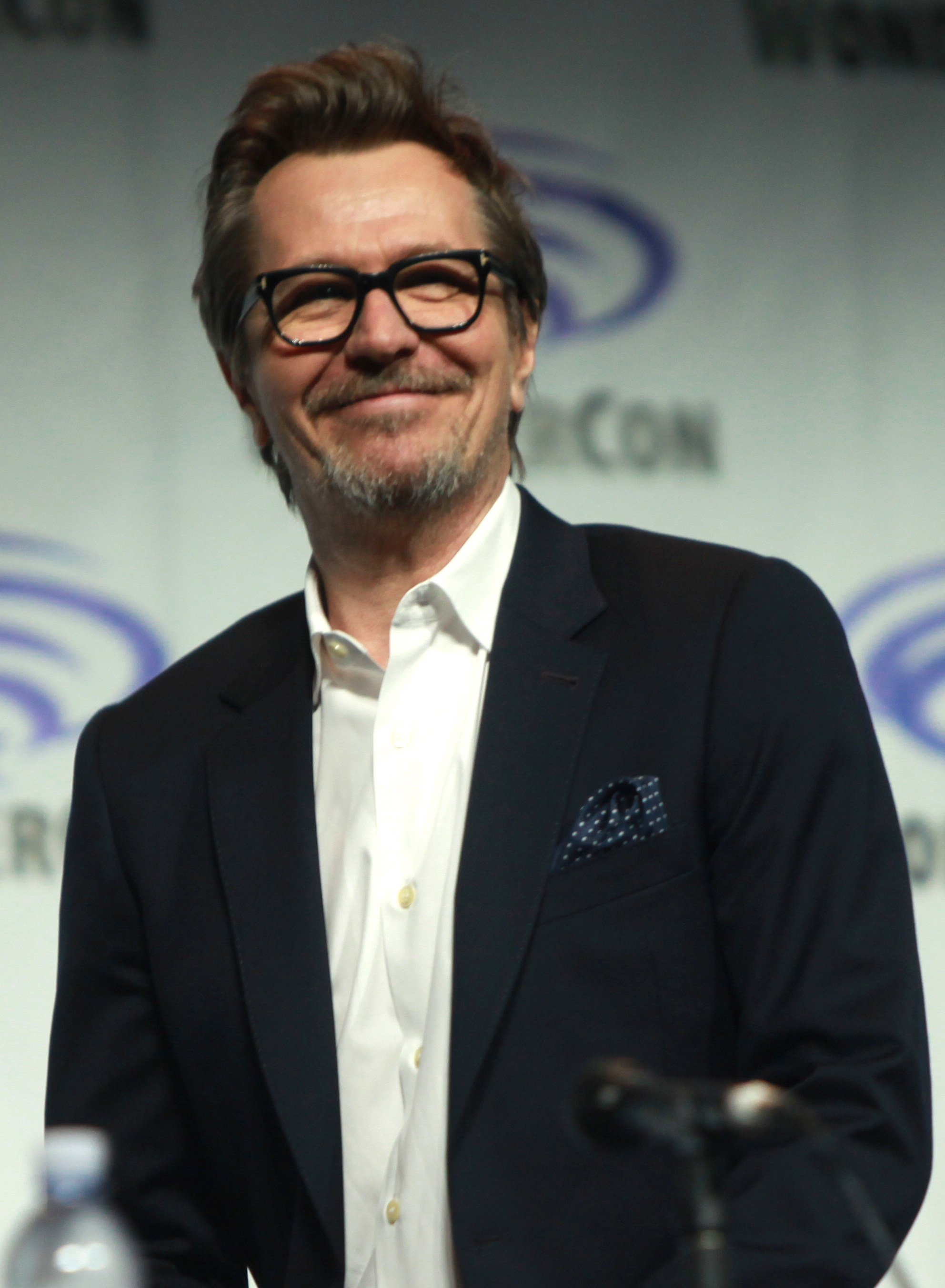
Gary Oldman, chủ nhân giải nam diễn viên chính xuất sắc nhất

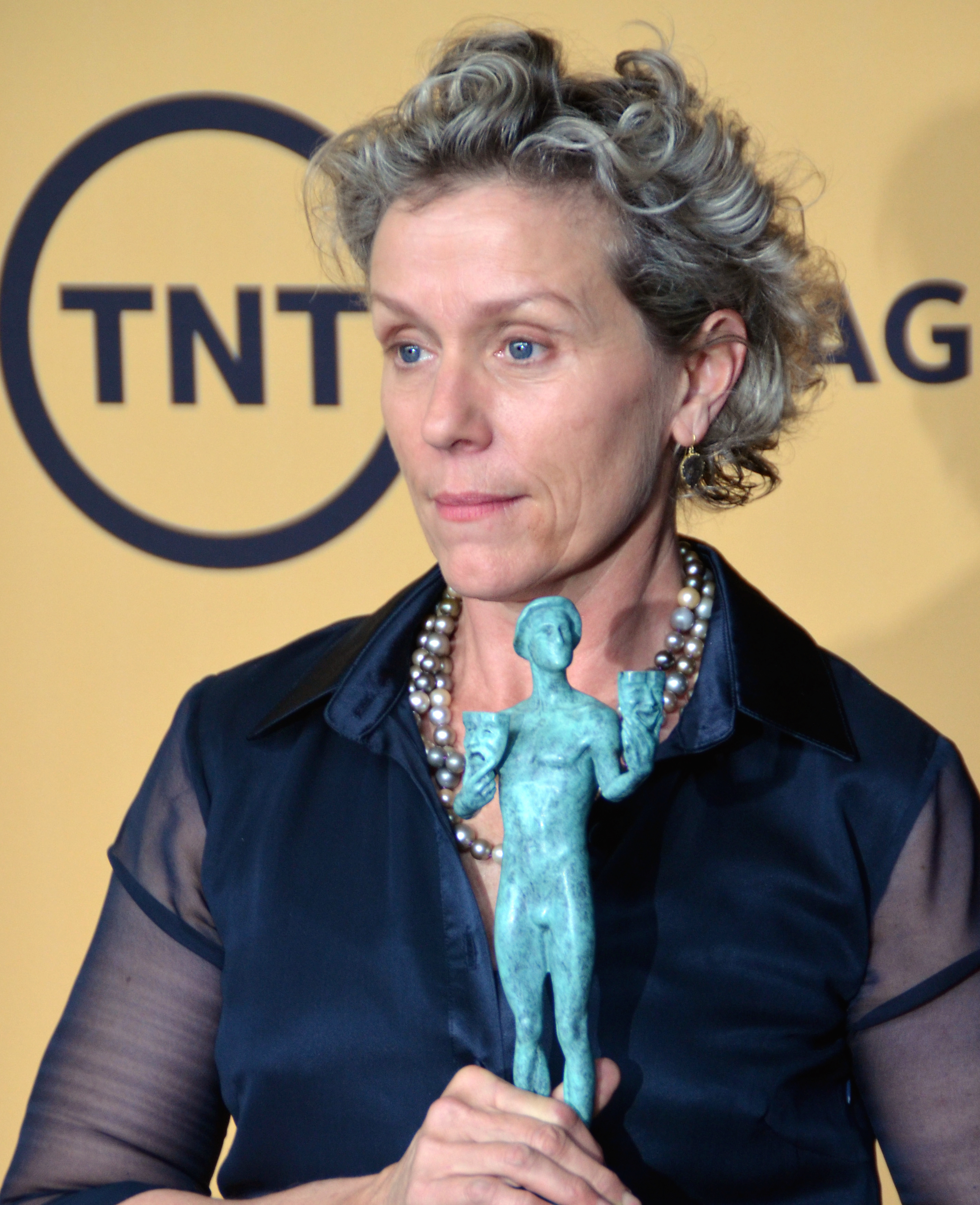
Frances McDormand, chủ nhân giải nữ diễn viên chính xuất sắc nhất

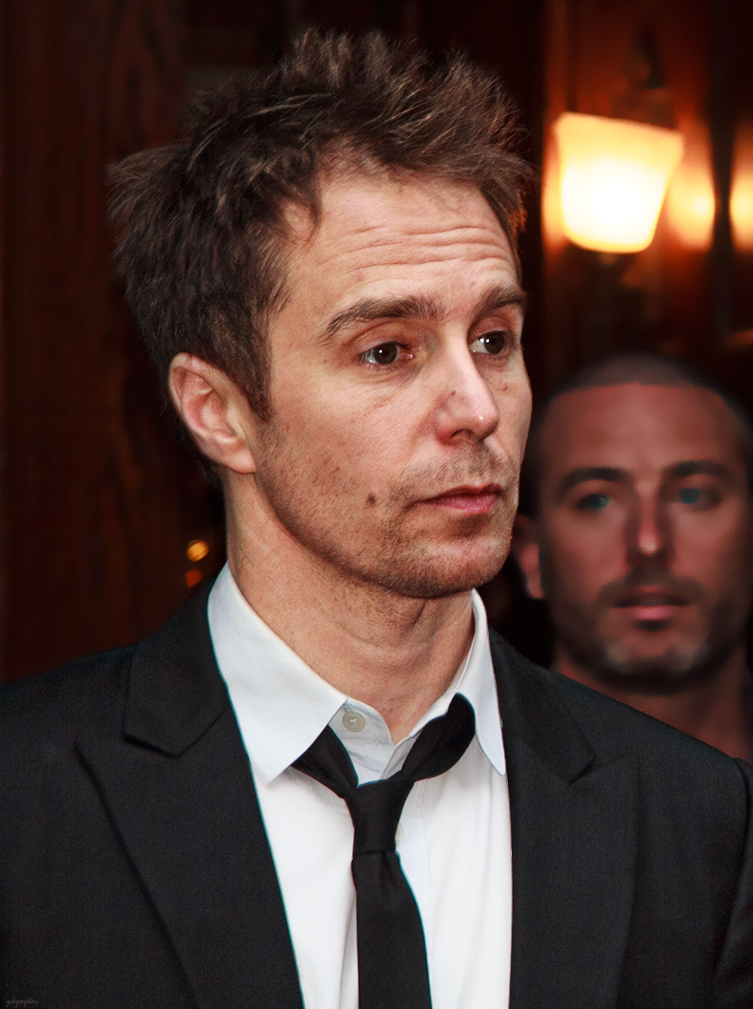
Sam Rockwell, chủ nhân giải nam diễn viên phụ xuất sắc nhất

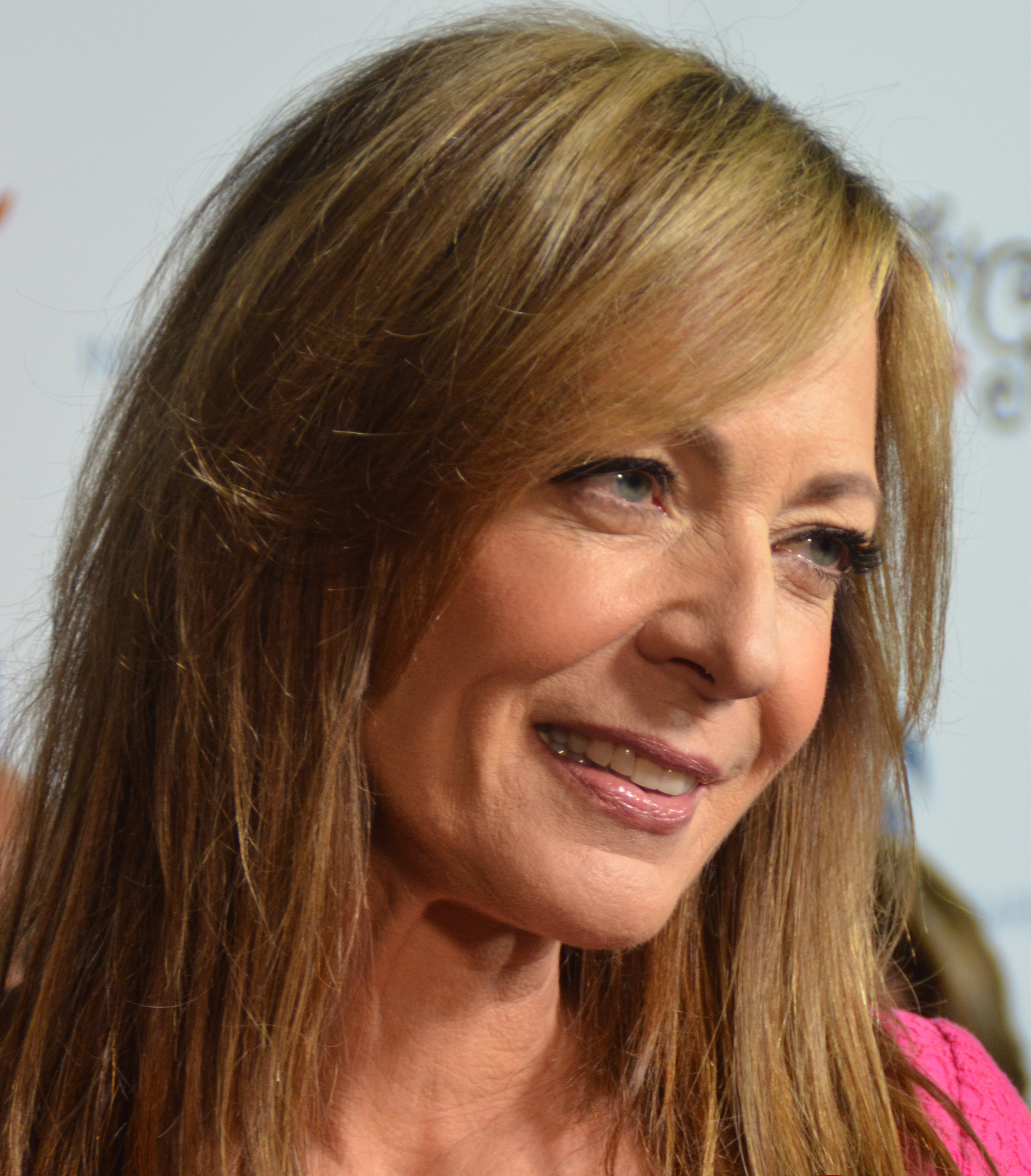
Allison Janney, chủ nhân giải nữ diễn viên phụ xuất sắc nhất

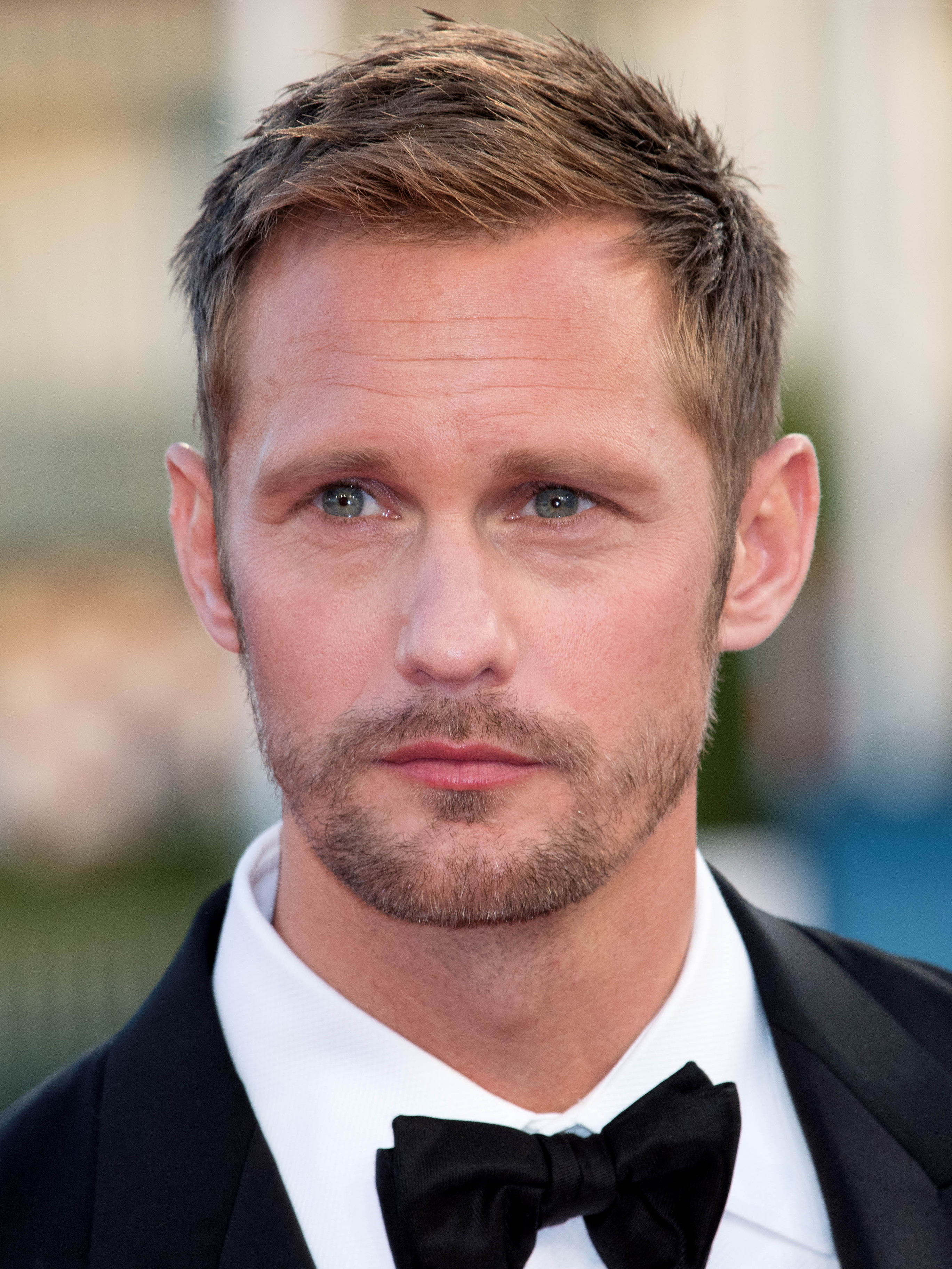
Alexander Skarsgård, Outstanding Performance by a Male Actor in a Miniseries or Television Movie winner

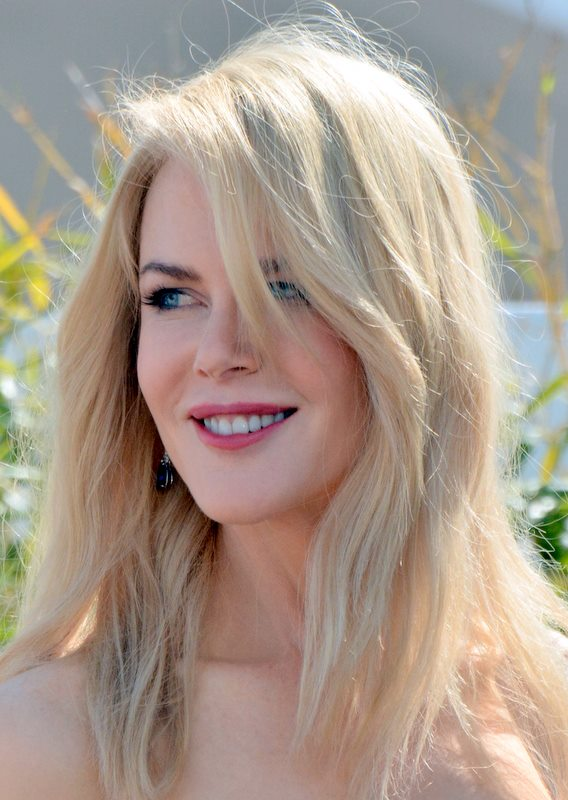
Nicole Kidman, Outstanding Performance by a Female Actor in a Miniseries or Television Movie winner

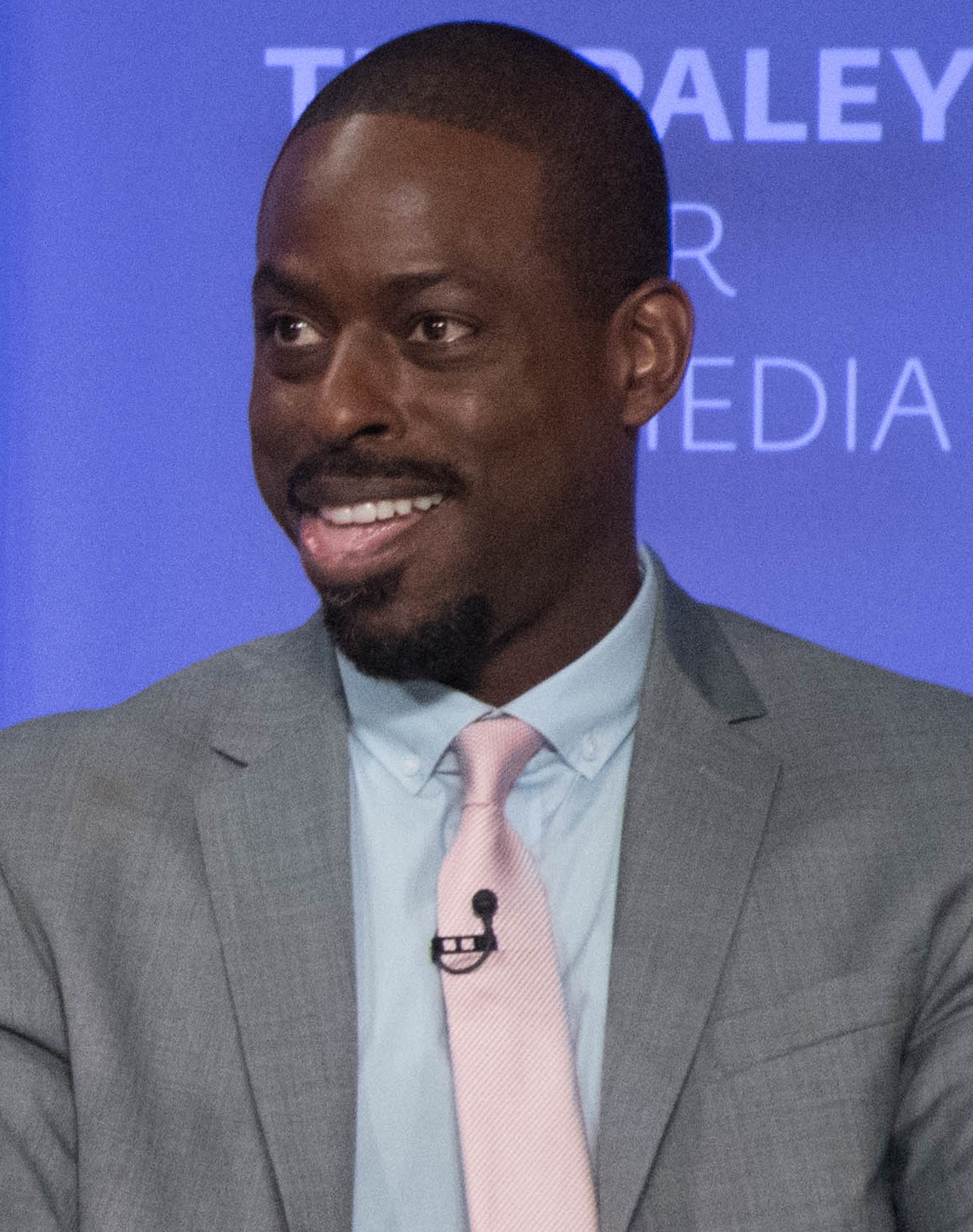
Sterling K. Brown, Outstanding Performance by a Male Actor in a Drama Series winner

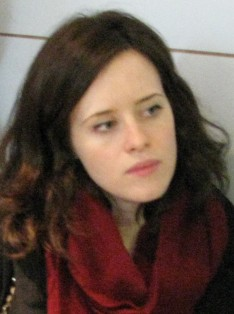
Claire Foy, Outstanding Performance by a Female Actor in a Drama Series winner

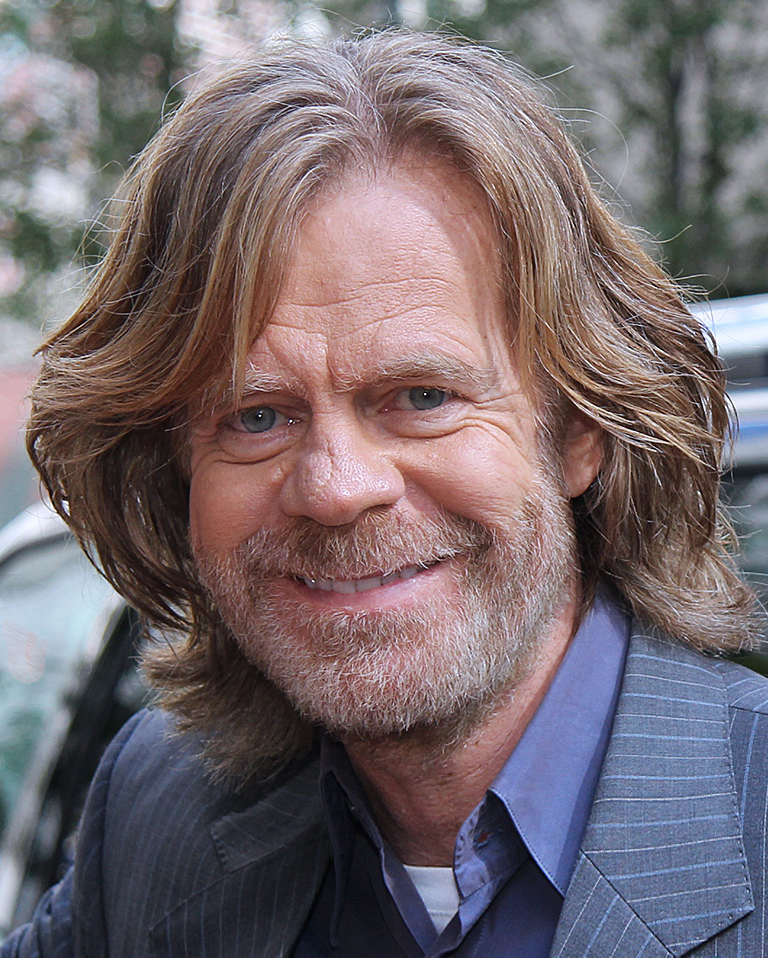
William H. Macy, Outstanding Performance by a Male Actor in a Comedy Series winner

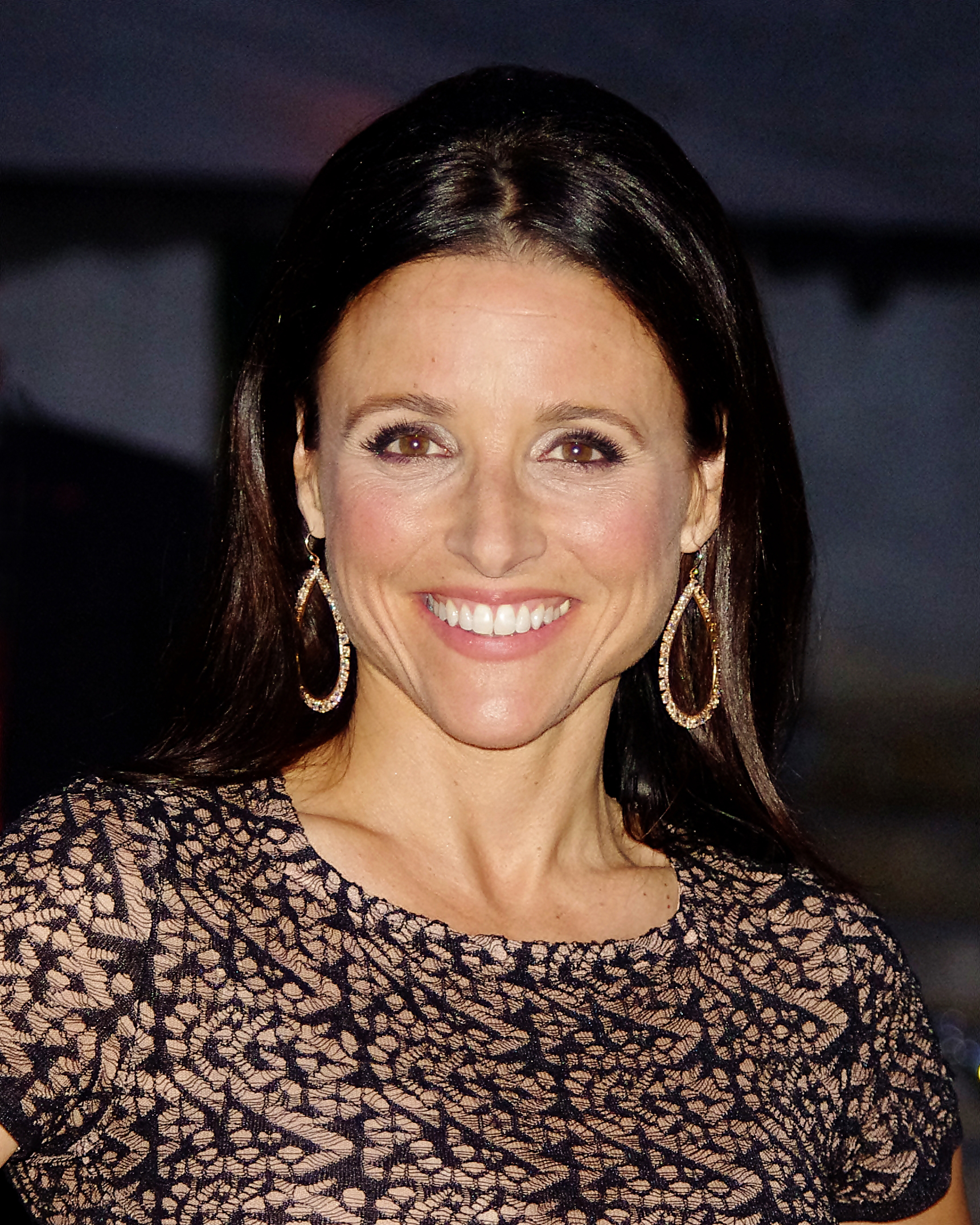
Julia Louis-Dreyfus, Outstanding Performance by a Female Actor in a Comedy Series winner

### Điện ảnh
| Nam diễn viên chính | Nữ diễn viên chính |
| --- | --- |
| - Gary Oldman – Darkest Hour vai Winston Churchill - Timothée Chalamet – Call Me by Your Name vai Elio Perlman - James Franco – The Disaster Artist vai Tommy Wiseau - Daniel Kaluuya – Get Out vai Chris Washington - Denzel Washington – Roman J. Israel, Esq. vai Roman J. Israel | - Frances McDormand – Three Billboards Outside Ebbing, Missouri vai Mildred Hayes - Judi Dench – Victoria & Abdul vai Queen Victoria - Sally Hawkins – The Shape of Water vai Elisa Esposito - Margot Robbie – I, Tonya vai Tonya Harding - Saoirse Ronan – Lady Bird vai Christine "Lady Bird" McPherson |
| Nam diễn viên phụ | Nữ diễn viên phụ |
| - Sam Rockwell – Three Billboards Outside Ebbing, Missouri vai Jason Dixon - Steve Carell – Battle of the Sexes vai Bobby Riggs - Willem Dafoe – The Florida Project vai Bobby - Woody Harrelson – Three Billboards Outside Ebbing, Missouri vai Sheriff William "Bill" Willoughby - Richard Jenkins – The Shape of Water vai Giles | - Allison Janney – I, Tonya vai LaVona Golden - Mary J. Blige – Mudbound vai Florence Jackson - Hong Chau – Downsizing vai Ngoc Lan Tran - Holly Hunter – The Big Sick vai Beth Gardner - Laurie Metcalf – Lady Bird vai Marion McPherson                                                                 |
| Dàn diễn viên điện ảnh | |
| - Three Billboards Outside Ebbing, Missouri – Abbie Cornish, Peter Dinklage, Woody Harrelson, John Hawkes, Lucas Hedges, Željko Ivanek, Caleb Landry Jones, Frances McDormand, Clarke Peters, Sam Rockwell và Samara Weaving - The Big Sick – Adeel Akhtar, Holly Hunter, Zoe Kazan, Anupam Kher, Kumail Nanjiani, Ray Romano và Zenobia Shroff - Get Out – Caleb Landry Jones, Daniel Kaluuya, Catherine Keener, Stephen Root, Lakeith Stanfield, Bradley Whitford vàAllison Williams - Lady Bird – Timothée Chalamet, Beanie Feldstein, Lucas Hedges, Tracy Letts, Stephen McKinley Henderson, Laurie Metcalf, Jordan Rodrigues, Saoirse Ronan, Odeya Rush, Marielle Scott và Lois Smith - Mudbound – Jonathan Banks, Mary J. Blige, Jason Clarke, Garrett Hedlund, Jason Mitchell, Rob Morgan và Carey Mulligan | |
| Dàn diễn viên đóng thế điện ảnh | |
| - Wonder Woman - Baby Driver - Dunkirk - Logan - War for the Planet of the Apes | |

### Truyền hình
| Outstanding Performance by a Male Actor in a Miniseries or Television Movie | Outstanding Performance by a Female Actor in a Miniseries or Television Movie |
| --- | --- |
| - Alexander Skarsgård – Big Little Lies as Perry Wright - Benedict Cumberbatch – Sherlock: The Lying Detective as Sherlock Holmes - Jeff Daniels – Godless as Frank Griffin - Robert De Niro – The Wizard of Lies as Bernard Madoff - Geoffrey Rush – Genius as Albert Einstein | - Nicole Kidman – Big Little Lies as Celeste Wright - Laura Dern – Big Little Lies as Renata Klein - Jessica Lange – Feud: Bette and Joan as Joan Crawford - Susan Sarandon – Feud: Bette and Joan as Bette Davis - Reese Witherspoon – Big Little Lies as Madeline MacKenzie     |
| Outstanding Performance by a Male Actor in a Drama Series | Outstanding Performance by a Female Actor in a Drama Series |
| - Sterling K. Brown – This Is Us as Randall Pearson - Jason Bateman – Ozark as Martin "Marty" Byrde - Peter Dinklage – Game of Thrones as Tyrion Lannister - David Harbour – Stranger Things as Jim Hopper - Bob Odenkirk – Better Call Saul as Jimmy McGill/Saul Goodman | - Claire Foy – The Crown as Elizabeth II - Millie Bobby Brown – Stranger Things as Eleven - Laura Linney – Ozark as Wendy Byrde - Elisabeth Moss – The Handmaid's Tale as June Osborne/Offred - Robin Wright – House of Cards as Claire Underwood                                 |
| Outstanding Performance by a Male Actor in a Comedy Series | Outstanding Performance by a Female Actor in a Comedy Series |
| - William H. Macy – Shameless as Frank Gallagher - Anthony Anderson – Black-ish as Andre "Dre" Johnson - Aziz Ansari – Master of None as Dev Shah - Larry David – Curb Your Enthusiasm as Himself - Sean Hayes – Will & Grace as Jack McFarland - Marc Maron – GLOW as Sam Sylvia | - Julia Louis-Dreyfus – Veep as Selina Meyer - Uzo Aduba – Orange Is the New Black as Suzanne "Crazy Eyes" Warren - Alison Brie – GLOW as Ruth "Zoya the Destroya" Wilder - Jane Fonda – Grace and Frankie as Grace Hanson - Lily Tomlin – Grace and Frankie as Frankie Bergstein |
| Outstanding Performance by an Ensemble in a Drama Series | |
| - This Is Us – Eris Baker, Alexandra Breckenridge, Sterling K. Brown, Lonnie Chavis, Justin Hartley, Faithe Herman, Ron Cephas Jones, Chrissy Metz, Mandy Moore, Chris Sullivan, Milo Ventimiglia, Susan Kelechi Watson and Hannah Zeile - The Crown – Claire Foy, Victoria Hamilton, Vanessa Kirby, Anton Lesser và Matt Smith - Game of Thrones – Alfie Allen, Jacob Anderson, Pilou Asbæk, Hafþór Júlíus Björnsson, John Bradley West, Jim Broadbent, Gwendoline Christie, Emilia Clarke, Nikolaj Coster-Waldau, Liam Cunningham, Peter Dinklage, Richard Dormer, Nathalie Emmanuel, James Faulkner, Jerome Flynn, Aidan Gillen, Iain Glen, Kit Harington, Lena Headey, Isaac Hempstead Wright, Conleth Hill, Kristofer Hivju, Tom Hopper, Anton Lesser, Rory McCann, Staz Nair, Richard Rycroft, Sophie Turner, Rupert Vansittart và Maisie Williams - The Handmaid's Tale – Madeline Brewer, Amanda Brugel, Ann Dowd, O. T. Fagbenle, Joseph Fiennes, Tattiawna Jones, Max Minghella, Elisabeth Moss, Yvonne Strahovski và Samira Wiley - Stranger Things – Sean Astin, Millie Bobby Brown, Cara Buono, Joe Chrest, Catherine Curtin, Natalia Dyer, David Harbour, Charlie Heaton, Joe Keery, Gaten Matarazzo, Caleb McLaughlin, Dacre Montgomery, Paul Reiser, Winona Ryder, Noah Schnapp, Sadie Sink và Finn Wolfhard | |
| Outstanding Performance by an Ensemble in a Comedy Series | |
| - Veep – Dan Bakkedahl, Anna Chlumsky, Gary Cole, Margaret Colin, Kevin Dunn, Clea Duvall, Nelson Franklin, Tony Hale, Julia Louis-Dreyfus, Sam Richardson, Paul Scheer, Reid Scott, Timothy Simons, Sarah Sutherland và Matt Walsh - Black-ish – Anthony Anderson, Miles Brown, Deon Cole, Laurence Fishburne, Jenifer Lewis, Peter Mackenzie, Marsai Martin, Jeff Meacham, Tracee Ellis Ross, Marcus Scribner and Yara Shahidi - Curb Your Enthusiasm – Ted Danson, Larry David, Susie Essman, Jeff Garlin, Cheryl Hines và J. B. Smoove - GLOW – Britt Baron, Alison Brie, Kimmy Gatewood, Betty Gilpin, Rebekka Johnson, Chris Lowell, Sunita Mani, Marc Maron, Kate Nash, Sydelle Noel, Marianna Palka, Gayle Rankin, Bashir Salahuddin, Rich Sommer, Kia Stevens, Jackie Tohn, Ellen Wong và Britney Young - Orange Is the New Black – Uzo Aduba, Emily Althaus, Danielle Brooks, Rosal Colon, Jackie Cruz, Francesca Curran, Daniella De Jesus, Lea DeLaria, Nick Dillenburg, Asia Kate Dillon, Beth Dover, Kimiko Glenn, Annie Golden, Laura Gómez, Diane Guerrero, Evan Arthur Hall, Michael J. Harney, Brad William Henke, Mike Houston, Vicky Jeudy, Kelly Karbacz, Julie Lake, Selenis Leyva, Natasha Lyonne, Taryn Manning, Adrienne C. Moore, Miriam Morales, Kate Mulgrew, Emma Myles, John Palladino, Matt Peters, Jessica Pimentel, Dascha Polanco, Laura Prepon, Jolene Purdy, Elizabeth Rodriguez, Nick Sandow, Abigail Savage, Taylor Schilling, Constance Shulman, Dale Soules, Yael Stone, Emily Tarver, Michael Torpey và Lin Tucci | |
| Dàn diễn viên đóng thế truyền hình | |
| - Game of Thrones - GLOW - Homeland - Stranger Things - The Walking Dead | |